# Майор Пэйн
«Майор Пэйн» (англ. Major Payne) — американская кинокомедия, снятая в 1995 году режиссёром Ником Кастлом. В главной роли — Дэймон Уэйанс. Фильм является вольным ремейком военной комедии 1955 года «Частные войны майора Бенсона».

## Сюжет
Морской пехотинец майор Бенсон Уинифред Пэйн (Дэймон Уэйанс) дважды не получив повышения по службе, отправляется командованием в отставку. Бывшему спецназовцу, основная работа которого состояла в пытках и убийствах людей, в гражданской жизни дела не находится.
Он пытается найти себе место, попробовав работать в полиции. Однако на вступительном испытании он нападает на актёра постановки, за что его дисквалифицируют. Об этом узнаёт его генерал, и сообщает что связался с кадетской школой, которая готова взять Пэйна, чтобы тот обучал кадетов. Директор школы говорит Пэйну, что ему без разницы, как он будет воспитывать своих кадетов. Майор получает под своё начало 8 кадетов разного возраста, среди которых оказывается один глухонемой и 6-летний мальчик сирота по имени Тигр. Пэйн заявляет, что все кадеты должны быть похожи на него, и поэтому стрижет их всех налысо.
После первого построения кадет Дотсон приходит в общежитие школы и сообщает им, что Пэйн вызывает их всех на улицу. Как оказывается, тот за несколько часов возвёл во двору школы барак, где теперь будет должен жить весь взвод, за исключением Тигра и ещё одного кадета. Своим суровым характером майор вызывает у кадетов лишь ненависть, и те начинают пытаться принизить его перед всем коллективом, чтобы тот ушёл из школы. На следующем построении, под тяжёлым ливнем, чтобы «замотивировать» подопечных пройти полосу препятствий, он выдергивает из гранаты чеку, после чего все они быстро убегают от него. Один из них заявляет, что граната учебная и не взорвётся, на что майор кидает её вдаль, и та взрывается. День спустя кадеты решают отравить Пэйна, заменив за обедом настоящий кекс на кекс со слабительным. Когда майор отходит от своего стола, кадеты заменяют кекс, и один из них остаётся наблюдать за Пэйном сзади. Майор ничего не замечает и съедает кекс, но ничего не происходит. Решив, что план провалился, тот кадет решает вернуться обратно к остальным. Но когда он проходит рядом с Пэйном, у последнего начинается метеоризм, из за чего кадет, по словам остальных, чуть не впадает в кому.
Незадолго до этого к майору обращается школьный психолог Эмили, которая говорит что майор неправильно воспитывает детей. Майор не слушает её, но ей удаётся убедить его относится мягче хотя бы к Тигру. Кадеты же решают снова принизить Пэйна, но на это раз у них созревает план обвинить его в ложной педофилии. Для этого они одевают одного из них в платье, чтобы тот пробрался в домик Пэйна (здание факультета вневосковой подготовки) и лег рядом с ним в кровати, после чего остальные сфотографируют их вместе и покажут директору. Однако на месте вскрывается проблема — Пэйн лежит на кровати с открытыми глазами, не моргая уже 3 часа. Алекс убеждает остальных всё равно продолжать план, несколько раз обозвав «спящего» майора, на что реакции не последовало. Но когда всё уже почти сделано, оказывается что Пэйн на самом деле не спал. Все кадеты в испуге убегают из домика, так и не сделав фотографию.
Чтобы наказать их, майор заставляет их надеть женские платья и так бегать по двору школы. Эмили снова делает Пэйну замечание, но майор остаётся настойчивым. Кадеты решают, что Пэйн перешёл границу, и решают объединить свои деньги, чтобы заказать байкеру побить майора. Решив, что они уже победили, напоследок они решают спеть вместе песню, которая должна будет унизить Пэйна. Однако они не замечают как майор подходит к ним сзади, после чего заставляет их отжиматься. И в это же время байкер приезжает в школу. У него с Пэйном начинается драка, и майор сначала специально проигрывает, чтобы снизить бдительность врага. Но когда приходит время, он несколькими ударами нокаутирует байкера. Кадетам приходится вернуться в барак, приняв очередное поражение. Пытаясь добиться от кадетов ответа за разбитую губу, Майор Пэйн рассказывает, что в академии Веллингтона храниться трофей, присуждающийся за победу в кадетских играх Виргинии. Майор говорит кадетам что неважно как, он хочет получить этот трофей себе. А также говорит что если они успешно принесут майору трофей, то он уйдет из школы. Кадеты принимают вызов, но Тигру запрещают идти с ними. Тигр возвращается в домик Пэйна, рассказывая о том, что его не пустили с остальными. Майор же рассказывает ему историю про «паровозик, который смог». Эмили наблюдает за ними со стороны, и в конце истории она приглашает Пэйна сходить с ним в клуб. Остальные кадеты в это время пробираются в школу с трофеем, однако их внезапно замечают так, будто бы их ждали. Так и не забрав трофей, они пытаются сбежать, но их догоняют и избивают. Майор в это время танцует в клубе с Эмили, и рядом с ней оказывается довольно добрым человеком. Также они обсуждают историю, которую майор рассказал Тигру. Вернувшись в школу, Пэйн чувствует гордость за то что смог дать Эмили хорошие эмоции. После этого он приходит в свой офис, где его ждал избитый Алекс, и говорит что он сам доложил той школе о том, что трофей собираются украсть.
Приближаются следующие кадетские игры Виргинии, и майор начинает готовить своих кадетов к битве за трофей. Перед этим он извлекает из слов Эмили смысл, и убеждает кадетов что они будут готовиться не просто так. Он назначает командиром отряда заместо Дотсона Алекса, под началом которого он тренирует остальных в своём стиле. Однако во время очередных учений, прямо перед играми генерал приезжает в школу и говорит Пэйну, что Соединённые Штаты Америки снова нуждаются в нём, и наконец повышает его, также сообщая что его отправят в Боснию. Несмотря на всё пройденное с кадетами и роман с Эмили, он уезжает из шкоды на вокзал, чтобы явиться в Вашингтон для поступления на службу. Игры в Виргинии начинаются, и отряд кадетов Пэйна выступает от лица школы Мэдисон. Во время игр команда Мэдисона быстро выходит в лидеры, и на одном из испытаний у них появляется шанс обогнать последних конкурентов в лице академии Веллингтона. Однако один из конкурентов, а именно Дотсон, который перевелся в забеге ставит кадету подножку, из за чего тот падает и прибывает лишь на 2 место. Уильямс начинает драку с виновниками, но их быстро разнимают. Майор в это время, в ожидании поезда заглядывается на семью во дворе дома напротив. Он начинает мечтать, как он с Эмили поженились и усыновили Тигра. Майор жарит барбекю во дворе, но тут из за дерева выходит вьетконговец и пытается напасть на Тигра, но майор кидает его в бассейн. На шум приходит испуганная Эмили, ужас которой быстро сменяется смехом и семья начинает вместе шутить. Его мечтания прерывает прибывший поезд Пэйна. Кадетов майора требуют дисквалифицировать за драку. Однако вместо этого дисквалифицируют Дотсона, так как дисквалифицировать можно только зачинщиков. Вместе с этим один из представитель академии Веллингтона говорит, что команда Мэдисона «вовсе не команда», так как у них даже не прибыл представитель. Но в этот же момент появляется Пэйн, который передумал возвращаться на службу в армию и явился на игры. Наступает последнее испытание, в котором команда Мэдисона получает последний шанс занять первое место. Пэйн назначает Тигра как инструктора взвода, на что последний говорит что он не справится. Однако майор говорит что если он не справится, тот снова расскажет историю про паровозик. Под руководством Тигра команда производит впечатление на судей путём проведения нетрадиционной, но развлекательной строевой подготовки и получает первое место в кадетских играх Виргинии 1995 года.
После этого события переносятся на 3 месяца вперёд: почти все бывшие участники взвода Пэйна ушли домой, заместо которых прибыли новобранцы. Тигр же стал капралом, а Алекс остаётся во взводе как командир. Однако майор замечает что по полю бегает собака. На возмущения один из кадетов подзывает собаку к себе, говоря майору, что он слепой, а это его собака поводырь. В последний момент фильма майор, как и с прошлым взводом стрижёт налысо всех кадетов, в том числе и собаку поводыря.

## В ролях
- Дэймон Уэйанс — майор Бенсон Уинифред Пэйн
- Карин Парсонс[англ.] — Эмили Уолберн
- Уильям Хикки — директор Филлипс
- Стивен Мартини[англ.] — кадет Алекс Дж. Стоун
- Майкл Айронсайд — подполковник Стоун
- Орландо Браун[англ.] — кадет Кевин «Тигр» Данн
- Альберт Холл[англ.] — генерал Деккер
- Эндрю Харрисон Лидз — кадет Дотсон
- Дэмиен Уэйанс[англ.] — кадет Дуайт «Д.» Уильямс
- Крис Оуэн — кадет Вулигар
- Стивен Уайлс — кадет Хиткоут
- Стивен Коулман[англ.] — кадет Лиланд
- Марк Мэдисон — кадет Фокс
- Пейтон Чессон-Фол — кадет сержант Джонсон
- Бам Бам Бигелоу — байкер (в титрах указан как Скотт «Бам Бам» Бигелоу)
- Джозеф Блер — кадет Брайан

## История создания
Фильм является вольным ремейком фильма 1955 года «Частные войны майора Бенсона».
Авторами сценария являются знаменитые телевизионные писатели и продюсеры Джо Коннелли и Боб Мошер номинировавшиеся за этот фильм на премию «Оскар» за лучший литературный первоисточник, которые также являлись создателями более знаменитой в то время семейной комедии «Проделки Бивера».

## Прокат и сборы
Фильм дебютировал под вторым номером за «Эпидемией» и собрал в первые выходные сумму в 7 000 000 долларов. Во всём мире «Майор Пэйн» собрал 30 100 000 долларов.

## Оценки критиков
«Майор Пэйн» получил, в основном, отрицательные отзывы критиков, но тёплые отзывы от зрителей; на сайте-агрегаторе Rotten Tomatoes фильм имеет рейтинг одобрения в 33 % на основании 12 рецензий. По словам Кевина Томаса в Los Angeles Times, «Майор Пэйн», будучи «слишком предсказуемым» для взрослой аудитории, остаётся «идеальным» в глазах подростков. Кэрин Джеймс в The New York Times пишет, что Уэйанс в главной роли даёт «тёмной мультяшной комедии» — по словам обозревателя, «едва более умной, чем название» — «непочтительное преимущество». Тем не менее, Роджер Эберт в Chicago Sun Times оценил фильм в 3 звезды из 4, назвав его «умной и весёлой сатирой на „военные“ фильмы».